# Latrodectus pallidus
Latrodectus pallidus is een giftige spin uit de familie der kogelspinnen. Haar leefgebied behelst Noord-Afrika, het Midden-Oosten en Centraal-Azië. Ze komen voornamelijk voor in de steppes van Rusland, Kazachstan en andere Zuidwest-Aziatische landen, maar ook in de woestijnige streken van het Midden-Oosten.
In tegenstelling tot andere Latrodectus-soorten, die eerder donker gekleurd zijn, bezit de witte weduwe een licht gekleurd cephalothorax en abdomen. De kleur varieert van beige tot wit, maar verdonkert bij de poten, die bruin tot zwart zijn.